# Радон-Никодимова теорема
У математици, Радон-Никодимова теорема је резултат у теорији мере који изражава везу између две мере дефинисане на истом мерљивом простору. Мера је функција скупа која додељује конзистентну величину мерљивим подскуповима мерљивог простора. Примери мере укључују површину и запремину, где су подскупови скупови тачака; или вероватноћу догађаја, који је подскуп могућих исхода унутар ширег простора вероватноћа.
Један начин да се изведе нова мера из већ постојеће јесте да се додели густина свакој тачки простора, а затим да се интегрира преко мерљивог подскупа од интереса. Ово се може изразити као
{\displaystyle \nu (A)=\int _{A}f\,d\mu ,}
где је ν нова мера која се дефинише за било који мерљиви подскуп A, а функција f је густина у датој тачки. Интеграл је у односу на постојећу меру μ, која често може бити канонска Лебегова мера на реалној правој R или n-димензионалном Еуклидском простору Rn (што одговара нашим стандардним појмовима дужине, површине и запремине). На пример, ако f представља густину масе, а μ је Лебегова мера у тродимензионалном простору R3, онда би ν(A) било једнако укупној маси у просторном региону A.
Радон-Никодимова теорема у суштини тврди да се, под одређеним условима, било која мера ν може изразити на овај начин у односу на другу меру μ на истом простору. Функција  f  се тада назива Радон-Никодимов извод и означава са {\displaystyle {\tfrac {d\nu }{d\mu }}}. Важна примена је у теорији вероватноће, што води до функција густине вероватноће случајне променљиве.
Теорема је названа по Јохану Радону, који је доказао теорему за посебан случај где је основни простор Rn 1913. године, и по Отону Никодиму, који је доказао општи случај 1930. године. Године 1936. Ханс Фројдентал је генерализовао Радон-Никодимову теорему доказујући Фројденталову спектралну теорему, резултат у теорији Рисзових простора; ово садржи Радон-Никодимову теорему као посебан случај.
Банахов простор Y има Радон-Никодимово својство ако генерализација Радон-Никодимове теореме такође важи, mutatis mutandis, за функције са вредностима у Y. Сви Хилбертови простори имају Радон-Никодимово својство.

## Формални опис

### Радон-Никодимова теорема
Радон-Никодимова теорема укључује мерљив простор {\displaystyle (X,\Sigma )} на којем су дефинисане две σ-коначне мере, {\displaystyle \mu } и {\displaystyle \nu .}
Она тврди да, ако је {\displaystyle \nu \ll \mu } (то јест, ако је {\displaystyle \nu } апсолутно непрекидна у односу на {\displaystyle \mu }), онда постоји {\displaystyle \Sigma }-мерљива функција {\displaystyle f:X\to [0,\infty ),} таква да за било који мерљиви скуп {\displaystyle A\in \Sigma ,}
{\displaystyle \nu (A)=\int _{A}f\,d\mu .}

### Радон-Никодимов извод
Функција {\displaystyle f} која задовољава горњу једнакост је јединствено одређена до на скуп μ-мере нула, то јест, ако је {\displaystyle g} друга функција која задовољава исто својство, онда је {\displaystyle f=g} {\displaystyle \mu }-скоро свуда. Функција {\displaystyle f} се обично записује као {\displaystyle {\frac {d\nu }{d\mu }}} и назива се Радон-Никодимов извод. Избор нотације и назив функције одражавају чињеницу да је функција аналогна изводу у калкулусу у смислу да описује стопу промене густине једне мере у односу на другу (на начин на који се Јакобијева детерминанта користи у вишеструкој интеграцији).

### Проширење на мере са знаком или комплексне мере
Слична теорема се може доказати за мере са знаком и комплексне мере: наиме, ако је {\displaystyle \mu } ненегативна σ-коначна мера, а {\displaystyle \nu } је коначно-вредносна мера са знаком или комплексна мера таква да је {\displaystyle \nu \ll \mu ,} то јест, {\displaystyle \nu } је апсолутно непрекидна у односу на {\displaystyle \mu ,} онда постоји {\displaystyle \mu }-интеграбилна реално- или комплексно-вредносна функција {\displaystyle g} на {\displaystyle X} таква да за сваки мерљиви скуп {\displaystyle A,}
{\displaystyle \nu (A)=\int _{A}g\,d\mu .}

## Примери
У следећим примерима, скуп X је реални интервал [0,1], а {\displaystyle \Sigma } је Борелова σ-алгебра на X.
1. {\displaystyle \mu } је мера дужине на X. {\displaystyle \nu } додељује сваком подскупу Y од X двоструку дужину од Y. Тада је {\textstyle {\frac {d\nu }{d\mu }}=2}.
2. {\displaystyle \mu } је мера дужине на X. {\displaystyle \nu } додељује сваком подскупу Y од X број тачака из скупа {0.1, …, 0.9} које се налазе у Y. Тада {\displaystyle \nu } није апсолутно-непрекидна у односу на {\displaystyle \mu } јер додељује ненулту меру тачкама нулте дужине. Заиста, не постоји извод {\textstyle {\frac {d\nu }{d\mu }}}: не постоји коначна функција која, када се интегрише нпр. од {\displaystyle (0.1-\varepsilon )} до {\displaystyle (0.1+\varepsilon )}, даје {\displaystyle 1} за свако {\displaystyle \varepsilon >0}.
3. {\displaystyle \mu =\nu +\delta _{0}}, где је {\displaystyle \nu } мера дужине на X, а {\displaystyle \delta _{0}} је Диракова мера у 0 (додељује меру 1 сваком скупу који садржи 0 и меру 0 сваком другом скупу). Тада је {\displaystyle \nu } апсолутно непрекидна у односу на {\displaystyle \mu }, и {\textstyle {\frac {d\nu }{d\mu }}=1_{X\setminus \{0\}}} – извод је 0 у {\displaystyle x=0} и 1 за {\displaystyle x>0}.[4]

## Својства
- Нека су ν, μ, и λ σ-коначне мере на истом мерљивом простору. Ако је ν ≪ λ и μ ≪ λ (ν и μ су обе апсолутно непрекидне у односу на λ), онда је {\displaystyle {\frac {d(\nu +\mu )}{d\lambda }}={\frac {d\nu }{d\lambda }}+{\frac {d\mu }{d\lambda }}\quad \lambda {\text{-скоро свуда}}.}
- Ако је ν ≪ μ ≪ λ, онда је {\displaystyle {\frac {d\nu }{d\lambda }}={\frac {d\nu }{d\mu }}{\frac {d\mu }{d\lambda }}\quad \lambda {\text{-скоро свуда}}.}
- Конкретно, ако је μ ≪ ν и ν ≪ μ, онда је {\displaystyle {\frac {d\mu }{d\nu }}=\left({\frac {d\nu }{d\mu }}\right)^{-1}\quad \nu {\text{-скоро свуда}}.}
- Ако је μ ≪ λ и g је μ-интеграбилна функција, онда је {\displaystyle \int _{X}g\,d\mu =\int _{X}g{\frac {d\mu }{d\lambda }}\,d\lambda .}
- Ако је ν коначна мера са знаком или комплексна мера, онда је {\displaystyle {d|\nu | \over d\mu }=\left|{d\nu  \over d\mu }\right|.}

## Примене

### Теорија вероватноће
Теорема је веома важна за проширење идеја теорије вероватноће са маса вероватноће и густина вероватноће дефинисаних на реалним бројевима на мере вероватноће дефинисане на произвољним скуповима. Она говори да ли је и како могуће прећи са једне мере вероватноће на другу. Конкретно, функција густине вероватноће случајне променљиве је Радон-Никодимов извод индуковане мере у односу на неку основну меру (обично Лебегова мера за непрекидне случајне променљиве).
На пример, може се користити за доказивање постојања условног очекивања за мере вероватноће. Ово последње је само по себи кључни концепт у теорији вероватноће, пошто је условна вероватноћа само посебан случај тога.

### Финансијска математика
Између осталих области, финансијска математика увелико користи ову теорему, посебно путем Гирсановљеве теореме. Такве промене мере вероватноће су камен темељац рационалног одређивања цена деривата и користе се за претварање стварних вероватноћа у ризично-неутралне вероватноће.

### Информационе дивергенције
Ако су μ и ν мере на X, и μ ≪ ν
- Кулбак-Лајблерова дивергенција од ν до μ се дефинише као {\displaystyle D_{\text{KL}}(\mu \parallel \nu )=\int _{X}\log \left({\frac {d\mu }{d\nu }}\right)\;d\mu .}
- За α > 0, α ≠ 1, Рењијева дивергенција реда α од ν до μ се дефинише као {\displaystyle D_{\alpha }(\mu \parallel \nu )={\frac {1}{\alpha -1}}\log \left(\int _{X}\left({\frac {d\mu }{d\nu }}\right)^{\alpha -1}\;d\mu \right).}

## Претпоставка о σ-коначности
Радон-Никодимова теорема претпоставља да је мера μ, у односу на коју се рачуна стопа промене мере ν, σ-коначна.

### Негативан пример
Ево примера где μ није σ-коначна и Радон-Никодимова теорема не важи.
Размотримо Борелову σ-алгебру на реалној правој. Нека је мера пребројавања, μ, Бореловог скупа A дефинисана као број елемената скупа A ако је A коначан, и ∞ у супротном. Може се проверити да је μ заиста мера. Она није σ-коначна, јер није сваки Борелов скуп највише пребројива унија коначних скупова. Нека је ν уобичајена Лебегова мера на овој Бореловој алгебри. Тада је ν апсолутно непрекидна у односу на μ, јер за скуп A важи μ(A) = 0 само ако је A празан скуп, а тада је и ν(A) једнако нули.
Претпоставимо да Радон-Никодимова теорема важи, то јест, за неку мерљиву функцију f важи
{\displaystyle \nu (A)=\int _{A}f\,d\mu }
за све Борелове скупове. Узимајући A да буде синглтон скуп, A = {a}, и користећи горњу једнакост, налазимо
{\displaystyle 0=f(a)}
за све реалне бројеве a. Ово имплицира да је функција  f , а тиме и Лебегова мера ν, једнака нули, што је контрадикција.

## Доказ
Овај одељак даје доказ теореме из перспективе теорије мере. Постоји и доказ из функционалне анализе, који користи методе Хилбертових простора, а први га је дао Џон фон Нојман.
За коначне мере μ и ν, идеја је разматрати функције  f  такве да је f dμ ≤ dν. Супремум свих таквих функција, заједно са теорема о монотоној конвергенцији, даје Радон-Никодимов извод.
(Детаљан доказ је изостављен ради сажетости, али прати структуру доказивања за коначне мере, затим проширења на σ-коначне позитивне мере, и на крају на мере са знаком и комплексне мере.)

## Лебегова теорема о декомпозицији
Лебегова теорема о декомпозицији показује да се претпоставке Радон-Никодимове теореме могу наћи чак и у ситуацији која је наизглед општија. Размотримо σ-коначну позитивну меру {\displaystyle \mu } на простору мере {\displaystyle (X,\Sigma )} и σ-коначну меру са знаком {\displaystyle \nu } на {\displaystyle \Sigma }, без претпоставке апсолутне непрекидности. Тада постоје јединствене мере са знаком {\displaystyle \nu _{a}} и {\displaystyle \nu _{s}} на {\displaystyle \Sigma } такве да је {\displaystyle \nu =\nu _{a}+\nu _{s}}, {\displaystyle \nu _{a}\ll \mu }, и {\displaystyle \nu _{s}\perp \mu }. Радон-Никодимова теорема се тада може применити на пар {\displaystyle \nu _{a},\mu }.